# 139-та стрілецька дивізія (1-ше формування)
139-та стрілецька дивізія (139-та сд) — військове формування Збройних сил СРСР під час Другої світової війні

## Історія
Сформована в серпні — вересні 1939 року у Козельську (Білоруський окремий військовий округ) на базі 87-го стрілецького полку 29-ї стрілецької дивізії.
Після завершення формування, дивізія з 17 по 28 вересня 1939 року у складі 3-го стрілецького корпусу 3-ї армії Білоруського фронту брала участь у Вторгненні СРСР до Польщі та окупувала західні областей Білорусії. Після закінчення польської кампанії дивізія спочатку дислокувалася у Вітебську.
6 листопада 1939 року був отриманий наказ перебазуватися в Карелію (Ленінградський військовий округ), де 18 листопада 1939 року з ешелонів була розвантажена на станції Волховстрой. Тут з'єднання у складі 8-ї армії брало участь в Радянсько-фінській війні, діючи на толваярвинському напрямку (на правому фланзі армії). Наступ 139-ї стрілецької дивізії був невдалим — у битві проти фінської групи генерала Талвела в районі Толваярви з 8 по 12 грудня дивізія зазнала поразки і була змушена відступити на схід більш ніж на 50 км в район озер Вегарус'ярви і Салон'ярви, після чого фронт на цьому напрямку стабілізувався до кінця війни.
16 січня 1940 року управління 14-го стрілецького корпусу увійшло до складу Діючої 8-ї армії (командувач військами армії командарм 2 рангу Г. М. Штерн) Північно-Західного фронту. До складу корпусу в ході бойових дій входили 139-та, 155-та стрілецькі дивізії та інші з'єднання. Корпус діяв на Лоймольскому напрямку. Командиром корпусу був комдив В. Р. Воронцов, начальником штабу полковник Ф. Т. Рибальченко.
З 23 квітня по 3 травня 1940 року дивізія була переправлена з Петрозаводська в Тернопільську область Одеського військового округу (ОВО). У травні 1940 року, дивізія передана в Київський Особливий військовий округ (КОВО)
Перед початком Німецько-радянської війни частини дивізії були розосереджені на території Ростовської області РРФСР біля селища Чертково та УРСР біля Чернівців, Львова і Тернополя. Станом на 22 червня 1941 року з'єднання входило до складу 37-го стрілецького корпусу 6-ї армії і згідно з директивою НКО СРСР № 504205 від 13 червня 1941 року висувалося до кордону. 17 червня 1941 року формування під Чертково під керівництвом полковника М. Л. Логінова виступило в район міста Рогатина для проведення навчань.
У червні — серпні 1941 року частини дивізії брали участь у бойових діях в Україні проти військ групи армій «Південь» під час оборонної операції на території Західної України (22 червня — 6 липня 1941 року) і Київської оборонної операції (7 липня — початок серпня 1941 року). В кінці липня на початку серпня дивізія в складі групи Понєдєліна (6-та і 12-та армії) брала участь в битві під Уманню. В результаті битви дивізія потрапила в оточення і була розгромлена, а її командир М. Л. Логінов 8 серпня 1941 року потрапив до німецького полону. Офіційно з'єднання розформовано 19 вересня 1941 року.

## Підпорядкування
- Південно-Західний фронт, 6-та армія, 37-й стрілецький корпус — з 22 червня 1941 по 25 липня 1941 року.
- Південний фронт, 6-та армія, 37-й стрілецький корпус — з 25 липня 1941 по 7 серпня 1941 року.

## Склад
- 364-й стрілецький полк
- 609-й стрілецький полк
- 718-й стрілецький полк
- 354-й артилерійський полк
- 506-й гаубичний артилерійський полк (до 20.10.1941)
- 237-й окремий винищувально-протитанковий дивізіон
- 223-й окремий зенітно-артилерійський дивізіон
- 162-й розвідувальний батальйон
- 195-й саперний батальйон
- 271-й окремий батальйон зв'язку (799-та окрема рота зв'язку)
- 220-й медико-санітарний батальйон
- 184-й взвод дегазації
- 120-й автотранспортний батальйон
- 185-та польова хлібопекарня
- 190-й дивізійний ветеринарний лазарет
- 465-та польова поштова станція
- 405-та польова каса Держбанку

## Командування
- Бєляєв Микола Іванович, комбриг — з вересня по 13 грудня 1939 року[5]
- Понєдєлин Павло Григорович, комбриг — з 15 грудня 1939 року[6]
- Логінов Микола Логінович, полковник — з 22 березня по 7 серпня 1941 року
- Парамонов Олександр Леонтійович, полковий комісар — з 22 березня по 8 серпня 1941 року

## Визначні воїни дивізії
| Нагорода | П. І. Б.                     | Посада                                       | Звання | Дата нагородження | Примітки |
| -------- | ---------------------------- | -------------------------------------------- | ------ | ----------------- | --- |
|          | Дмитро Олександрович Балахов | Військовий комісар 609-го стрілецького полку | Майор  | 26.01.1940        | В грудневих боях 1939 радянсько-фінської війни в районі північніше Ладозького озера особистим прикладом надихнув воїнів полку, підняв їх в атак. загинув у бою 12.12.1939 під м. Суоярви. |